# Carwag
Carwag Indústria, Comércio e Exportação Ltda. war ein brasilianischer Hersteller von Automobilen.

## Unternehmensgeschichte
Das Unternehmen aus Rio de Janeiro produzierte von 1980 bis 1983 Automobile. Der Markenname lautete CWA.

## Fahrzeuge
Das einzige Modell war ein Coupé mit Targadach. Ein gekürztes Fahrgestell von Volkswagen do Brasil mit Heckmotor bildete die Basis. Darauf wurde eine Karosserie aus Fiberglas montiert.